# Kārī Kolā
Kārī Kolā (persiska: كاری كلا, كالی كُلا, كالی كَلا) är en ort i Iran.   Den ligger i provinsen Mazandaran, i den norra delen av landet, 130 km nordost om huvudstaden Teheran. Kārī Kolā ligger 402 meter över havet och antalet invånare är 772.
Terrängen runt Kārī Kolā är huvudsakligen kuperad, men söderut är den bergig.Runt Kārī Kolā är det ganska glesbefolkat, med 34 invånare per kvadratkilometer. Närmaste större samhälle är Malafeh, 17,4 km nordost om Kārī Kolā. I omgivningarna runt Kārī Kolā växer i huvudsak blandskog.